# Brian Masse
Pour l’article homonyme, voir Masse (homonymie).
Brian S. Masse (né le 9 juillet 1968 à Windsor, Ontario) est un homme politique canadien ; il est actuellement député à la Chambre des communes du Canada, représentant la circonscription ontarienne de Windsor-Ouest depuis 2002 sous la bannière du Nouveau Parti démocratique.

## Biographie
Né à Windsor (Ontario), il obtient un baccalauréat en sociologie de l'Université Wilfrid Laurier en 1991.
Il se joint au Nouveau Parti démocratique en 1997 et est d'abord élu lors d'une élection partielle le 13 mai 2002, suivant la démission de Herb Gray, ministre libéral de longue date qui siégeait aux communes depuis 1962. Il est réélu lors de l'élection générale de 2004, celle de 2006, celle de 2008 et celle du 2 mai 2011, avec des majorités toujours plus grandes.